# Miłobąd
Miłobąd – staropolskie imię męskie, zrekonstruowane na podstawie nazwy wsi Miłobądz i Miłobędzyn, złożone z członów Miło- ("miły", "miłujący") i -bąd ("być, istnieć, żyć"). 
Miłobąd imieniny obchodzi 2 kwietnia.
Zobacz też: 
- Miłobądz – wieś w woj. zachodniopomorskim
- Miłobądź – 2 miejscowości w Polsce
- Mały Miłobądz